# Palpimanus gibbulus
Palpimanus gibbulus és una espècie d'aranyes araneomorfes de la família dels palpimànids (Palpimanidae). Fou descrit per primera vegada l'any 1820 per Dufour. Es troba al Mediterrani i a Àsia central.